# اضطراب اقتصادی
اضطراب اقتصادی (به انگلیسی: Economic anxiety) که همچنین با عنوان ناامنی اقتصادی (به انگلیسی: Economic insecurity) نیز شناخته می‌شود، حالتی از نگرانی درباره آیندهٔ چشم‌اندازهای اقتصادی فرد است که به دلیل پایین بودن امنیت اقتصادی ایجاد می‌شود. اضطراب اقتصادی ممکن است در نتیجهٔ از دست رفتن درآمد خانوار یا کاهش قدرت خرید افزایش یابد و باعث می‌شود افراد درگیر این شرایط، به صورت خودگزارش‌دهی، مشکلات بیشتری در ساختار اجتماعی و کیفیت زندگی پایین‌تری را گزارش کنند.
اضطراب زمانی رخ می‌دهد که تصور یک وضعیت، بسیار تهدیدآمیز، ناخوشایند و مشکوک در نظر گرفته شود؛ بنابراین افراد برای پرهیز از ناامنی، انگیزه می‌یابند تا با ایجاد محیطی امن، از خود و خانواده‌هایشان در برابر گروه‌ها و رویدادهای تهدیدکننده محافظت کنند (Jarymowicz & Bar-Tal, 2006؛ Nabi, 1999؛ Roseman & Evdokas, 2004).
رویدادهایی در زندگی یک فرد مانند بیکاری، طلاق یا بیماری جدی نیز می‌تواند موجب کاهش درآمد و در نتیجه ایجاد اضطراب اقتصادی شود. تحقیقات نشان داده‌اند که سطح بالایی از ناامنی اقتصادی در خانوارهای کم‌درآمد وجود دارد و اضطراب اقتصادی با افزایش نابرابری اقتصادی در ایالات متحده همبستگی مثبت دارد. این امر به دلیل بی‌ثباتی بیشتر خانواده‌ها و نوسانات درآمدی در ایالات متحده در دههٔ ۲۰۰۰ میلادی در مقایسه با دههٔ ۱۹۶۰ بوده‌است. ناامنی اقتصادی می‌تواند از ادراک فرد نسبت به قشربندی اجتماعی (که شامل بررسی خطرات از دست دادن شغل، توزیع درآمد و تحرک نزولی است) و تغییرات در وضعیت اقتصادی او ناشی شود. علاوه بر این، خانواده‌های تک‌والد در مقایسه با خانواده‌های دارای دو والد، در برابر از دست دادن شغل آسیب‌پذیرتر هستند، چرا که زمان بیشتری برای هضم و جذب شوک ناشی از عدم اطمینان لازم است (Western et al. 2008).
همچنین ناامنی اقتصادی با خودکشی یا افکار خودکشی، بیماری‌های قلبی، اختلالات روان‌شناختی و بیماری‌های جسمی مرتبط است و دلیل این امر می‌تواند ناشی از سیاست‌های اقتصادی باشد.

## اثرات اجتماعی و جسمی اضطراب اقتصادی
تحقیقات، شرایط نامطلوب اجتماعی و جسمی متعددی را با افرادی که دچار اضطراب اقتصادی هستند مرتبط دانسته‌اند. نشان داده شده‌است که سطوح بالاتر اضطراب اقتصادی با افزایش ترس از وقوع جرم رابطه مثبت دارد. افرادی که با اضطراب اقتصادی روبه‌رو هستند به احتمال بیشتری به سیگار کشیدن به‌عنوان یک مکانیسم مقابله‌ای «خوددرمانی» روی می‌آورند. دلیل وجود همبستگی مثبت میان افزایش سیگار کشیدن و اضطراب اقتصادی این است که آگونیست‌های گیرنده‌های نیکوتین موجب بهبود خلق‌وخو و عملکرد شناختی می‌شوند. علاوه بر این، اضطراب منجر به ایجاد ترس‌های متعددی در فرد شده و تمایل او را برای اجتناب یا فرار از درد افزایش می‌دهد؛ بنابراین سیگار کشیدن به فرد کمک می‌کند تا با آشفتگی فیزیولوژیکی مقابله کند و همچنین این انتظار که سیگار کشیدن اضطراب را کاهش می‌دهد، از مشاهده تجربه افراد سیگاری دیگر و مصرف مواد یا داروها ناشی می‌شود. مطالعات نشان داده‌اند حتی افزایش ۱ درصدی در احتمال بیکار شدن فرد، موجب می‌شود که احتمال شروع یا ادامه سیگار کشیدن در آن فرد به میزان ۲٫۴ درصد افزایش یابد.
پژوهشگران همچنین دریافته‌اند که اضطراب اقتصادی باعث افزایش وزن افراد می‌شود و این اضطراب خود تقویت‌کنندهٔ چاقی است. در یک مطالعه مشخص شد که افزایش ۰٫۰۱ درصدی در احتمال بیکاری یک فرد باعث افزایش متوسط وزن او به میزان حدود ۰٫۶ پوند طی یک دوره ۱۲ ساله می‌شود. همچنین هر ۵۰ درصد کاهش در درآمد سالانه باعث می‌شود متوسط افزایش وزن در همان دورهٔ ۱۲ ساله، به میزان ۵ پوند بیشتر شود.
همچنین مطالعات نشان داده‌اند که ناامنی اقتصادی موجب درد جسمی و کاهش سطح تحمل درد می‌شود. هنگامی که افراد شغل خود را از دست می‌دهند، به نرخ بیکاری در ایالت یا محلهٔ محل سکونت خود فکر می‌کنند، یا حتی هنگامی که درباره ناامنی اقتصادی گذشته یا آیندهٔ خود تأمل می‌کنند، سطح درد جسمانی آنان افزایش می‌یابد. یکی از دلایل افزایش درد ممکن است این باشد که اضطراب اقتصادی احساس فقدان کنترل را در افراد تحریک می‌کند، زیرا مبنای انگیزش انسانی عمدتاً بر ثبات در زندگی بنا شده‌است (Kelley, 1971; Landau, Kay & Whitson, 2015). علاوه بر این، اضطراب اقتصادی می‌تواند به عزت نفس فرد آسیب برساند، عملکرد شناختی او را مختل کند و باعث شود افراد بیشتر مستعد ابتلا به بیماری‌هایی نظیر بیماری‌های قلبی و اختلالات روان‌پزشکی شوند. این یافته‌ها حاکی از آن است که حتی صرف چشم‌انداز یا تصور از دست دادن اقتصادی نیز می‌تواند برای سلامتی مضر باشد.
نظریه‌های ترجیح نسبی بیان می‌کنند که استفادهٔ یک فرد از درآمد، موازی با درآمد قبلی خودش (انتظارات تطبیقی) یا متناسب با سایر افراد (افراد مرجع) است. بنابراین افزایش درآمد همهٔ افراد لزوماً به معنای شادی بیشتر نیست، خصوصاً اگر سایر افرادی که به گروه مرجع فرد تعلق دارند نیز درآمد مشابهی داشته باشند (Dorn et al., 2007؛ Ferrer-i-Carbonell, 2005؛ Luttmer, 2005؛ Weinzierl, 2005). از سوی دیگر، نظریهٔ مطلوبیت مطلق فرض می‌کند که درآمد بالاتر می‌تواند نیازهای بیشتری را برطرف کند که این امر نشان‌دهندهٔ همبستگی مثبت میان درآمد بیشتر و افزایش شادی است (Veenhoven, 1991).

## اندازه‌گیری اضطراب اقتصادی
برای اندازه‌گیری اضطراب اقتصادی، نظرسنجی‌ها نه‌تنها اضطراب مالی را می‌سنجند که به نگرانی فرد درباره وضعیت مالی شخصی و فردی خود مربوط می‌شود، بلکه احساسات افراد درباره اقتصاد کشور را نیز بررسی می‌کنند. نظرسنجی «Marketplace-Edison Research Poll» به‌طور منظم اضطراب اقتصادی آمریکایی‌ها را ارزیابی می‌کند. چگونگی پاسخ افراد به سؤالات در این نظرسنجی، «شاخص اضطراب اقتصادی» آن‌ها را تعیین می‌کند؛ این شاخص عددی بین ۱ تا ۱۰۰ است که نشان‌دهندهٔ استرس فرد در رابطه با اقتصاد است. این نظرسنجی و شاخص مربوط به آن شامل ۱۲ سؤال در زمینهٔ امنیت شغلی، پس‌اندازها و هزینه‌ها و نگرانی‌های مالی عمومی است. هر چه امتیاز فرد در «شاخص اضطراب اقتصادی» بالاتر باشد، نگرانی بیشتری درباره وضعیت مالی شخصی خود و اقتصاد ملی دارد. نظرسنجی‌هایی که در طول زمان از آمریکایی‌ها با استفاده از این شاخص انجام شده‌است، نشان می‌دهد که شکاف قابل‌توجهی در اضطراب اقتصادی میان سطوح درآمدی مختلف وجود دارد. کارگران ساعتی نسبت به کارمندان حقوق‌بگیر اضطراب اقتصادی بسیار بیشتری دارند، و مستأجران نیز نسبت به افرادی که وام مسکن دارند از نظر مالی استرس بیشتری را تجربه می‌کنند.
یک شاخص رفاه اقتصادی روش دیگری برای اندازه‌گیری اضطراب اقتصادی است که دارای چهار جزء اصلی است: توزیع درآمد، مصرف، امنیت اقتصادی و انباشت سرمایه. این مقیاس تولید ناخالص داخلی (GDP) به ازای هر فرد را با رفاه اقتصادی مقایسه کرده و تفاوت در عملکرد کشورهای مختلف را نشان می‌دهد. افراد از طریق مصرف و پس‌انداز برای نسل‌های آینده به دنبال کسب رضایت هستند؛ زیرا رفاه نسل‌های آینده به میراثی از ذخایر سرمایهٔ فیزیکی، دارایی‌ها، منابع طبیعی و انسانی وابسته است که حس اجتماع را ایجاد می‌کنند. این موضوع در بلندمدت، پایداری اقتصادی را تضمین می‌کند.
روش دیگری که توسط اقتصاددانان و روان‌شناسان مورد استفاده قرار می‌گیرد، گزارش رفاه ذهنی (Subjective Well-Being - SWB) است که مشخص می‌کند یک فرد دربارهٔ زندگی خود چگونه فکر و احساس می‌کند. این روش به اقتصاددانان و روان‌شناسان کمک می‌کند تا درباره تأثیر درآمد، درآمد نسبی، تورم و بیکاری بر افراد آگاهی کسب کنند. در این روش از افراد خواسته می‌شود تا جایگاه خود را روی یک نردبان از ۱ تا ۱۰ مشخص کنند، به گونه‌ای که عدد ۱ نمایانگر فقیرترین سطح در جامعهٔ آن‌ها و عدد ۱۰ نشان‌دهندهٔ بالاترین سطح ثروت در آن جامعه باشد. افراد خود را بر اساس استانداردهای زندگی در کشور خودشان ارزیابی می‌کنند (Graham and Felton, 2016). علاوه بر این، رفاه و رضایت از زندگی با افزایش تعداد ساعات کاری افزایش می‌یابد، چراکه ساعات کاری بیشتر حس امنیت شغلی را تقویت می‌کند.

## نمونه‌هایی از اضطراب اقتصادی در سال‌های اخیر
نقش اضطراب اقتصادی در میان سفیدپوستان طبقهٔ کارگر پس از پیروزی دونالد ترامپ در انتخابات ریاست‌جمهوری ۲۰۱۶ ایالات متحده آمریکا موضوع داغی بود. براساس داده‌های پایگاه «اخبار در وب» (News on the Web)، استفاده از اصطلاح «اضطراب اقتصادی» (economic anxiety) در رسانه‌های خبری آمریکا در نوامبر ۲۰۱۶ به اوج خود رسید. اضطراب اقتصادی به‌طور گسترده (برای نمونه توسط تحلیلگران وبگاه FiveThirtyEight) به عنوان یکی از دلایل اصلی پیروزی ترامپ ذکر شده‌است. در مقابل، برخی دیگر از تحلیلگران استدلال کرده‌اند که اضطراب اقتصادی کمتر از «اضطراب فرهنگی» در پیش‌بینی حمایت از ترامپ اهمیت داشته‌است؛ اضطراب فرهنگی به معنای احساس بیگانگی در آمریکا و این باور است که باید مهاجران غیرقانونی را اخراج کرد. علاوه بر این، همبستگی مثبتی بین سطح درآمد و حمایت از ترامپ در سال ۲۰۱۶ وجود داشت؛ طبق نظرسنجی‌های خروج از حوزه رأی‌گیری، هیلاری کلینتون در میان رأی‌دهندگانی با درآمد زیر ۵۰ هزار دلار برنده شد، در حالی که ترامپ در میان افرادی با درآمد بیش از ۵۰ هزار دلار رأی بیشتری کسب کرد.
اصطلاح «اضطراب اقتصادی» همچنین به صورت کنایه‌آمیز در واکنش به اظهارات و رفتارهای نژادپرستانه هواداران ترامپ به‌کار رفته‌است تا تلاش برخی از تحلیلگران سیاسی برای توجیه حمایت از ترامپ به‌عنوان نگرانی درباره وضعیت اقتصادی و نه عقاید نژادپرستانه را به سخره بگیرد.
اکنون برخی نگرانی‌ها وجود دارد که اضطراب اقتصادی ناشی از همه‌گیری کووید-۱۹، موجب رکود اقتصادی بلندمدت در سراسر جهان شود. در ماه مه ۲۰۲۰، نظرسنجی Marketplace-Edison Research نشان داد که ۴۴ درصد از آمریکایی‌ها نگران این هستند که آیا توانایی خرید مواد غذایی و خواربار را دارند یا خیر؛ همچنین مشخص شد که اضطراب اقتصادی در همه گروه‌های جمعیتی نسبت به سال ۲۰۱۹ افزایش یافته‌است، به استثنای افرادی که در سال ۲۰۱۹ و ۲۰۲۰ درآمدی کمتر از ۲۵٬۰۰۰ دلار در سال داشتند. اخیراً چندین پژوهش نشان داده‌اند که آشفتگی و هرج‌ومرج ناگهانی ناشی از همه‌گیری کووید-۱۹ در سراسر جهان منجر به افزایش میزان افسردگی، اضطراب، خودکشی و سایر نشانه‌های استرس شده‌است. یک نظرسنجی نشان داد که افراد در صورت افزایش یا کاهش حجم کاری خود دچار اضطراب می‌شوند؛ زیرا تغییر در روال کار موجب استرس و فشار می‌شود. علاوه بر این، افزایش شمار مبتلایان کووید-۱۹ در یک کشور باعث پریشانی، نارضایتی و اضطراب می‌شود؛ چراکه موجب طولانی‌تر شدن مدت قرنطینه شده و در نتیجه رشد اقتصادی را کُند می‌کند.
این همه‌گیری تقریباً ۴۰۰ میلیون نفر را در سراسر جهان بیکار کرده و موجب کاهش ۸٫۵ تریلیون دلاری در اقتصاد جهانی طی دو سال شده‌است. مشکلات سلامت روان به‌ویژه در میان نسل‌های جوان به‌شدت افزایش یافته، زیرا آن‌ها معتقدند که در حال از دست دادن فرصت‌هایی همچون صنعتی‌شدن و شهرنشینی هستند؛ همچنین از دست دادن مسکن، روابط خانوادگی و تهدید سلامت آن‌ها، همه می‌توانند تأثیرات منفی بلندمدت و شدیدی بر سلامت روان داشته باشند. بنابراین سیاست‌گذاران و دولت‌ها در تلاش هستند تا با ارائه حمایت‌های کامل از جمله افزایش خدمات سلامت روان، بسته‌های حمایتی مالی، وام‌ها، و گسترش بیمه بیکاری به افراد کمک کنند تا بهتر با ناامنی اقتصادی مقابله نمایند.
سوم اینکه حضور مهاجران در یک کشور می‌تواند موجب اضطراب و خشم نسبت به گروه‌های اقلیت شود، به‌ویژه در دوره‌های رکود اقتصادی؛ زیرا افراد از افزایش رقابت بر سر منابع محدود، کاهش فرصت‌های شغلی و افزایش سطح مالیات‌ها می‌ترسند. همچنین اضطراب واکنشی شهودی و احساسی به حضور مهاجران است، زیرا مهاجرت می‌تواند تهدیدی برای امنیت فیزیکی در ایالات متحده به‌شمار آید. افراد اطلاعات را از طریق جستجوی اطلاعات، توجه و درگیری ذهنی پردازش می‌کنند. نخست آنکه افراد اطلاعات جانبدارانه و مغرضانه علیه مهاجران را جستجو کرده و به اخبار تهدیدکننده توجه بیشتری نشان می‌دهند که همین امر اضطراب اقتصادی آن‌ها را افزایش می‌دهد. دوم آنکه افراد تمایل دارند اخبار ترسناک را نسبت به اخبار غیرتهدیدآمیز آسان‌تر به خاطر بسپارند و ترجیح دهند؛ این موضوع به پردازش مغرضانه اطلاعات، ارزیابی‌ها و شکل‌گیری دیدگاه‌های جانبدارانه منجر می‌شود. هنگامی که آن‌ها دچار ترس می‌شوند، همچنان توجه خود را به اطلاعات نگران‌کننده در خصوص تغییرات سیاستی معطوف می‌کنند.
علاوه بر این، سیاست‌های مربوط به مهاجران به دلیل باورهای کلیشه‌ای دربارهٔ هوش و اخلاق کاری گروه‌های مختلف، به‌خصوص در میان سفیدپوستان، مورد انتقاد قرار می‌گیرد. شرایط اقتصادی بر باورهای کلیشه‌ای در فرهنگ‌های مختلف به‌شکل متفاوتی تأثیر می‌گذارد. عامل دیگری که بر اضطراب اقتصادی اثر می‌گذارد، سطح و کیفیت تحصیلات افراد است؛ چرا که اعتقاد بر این است هرچه فرد تحصیل‌کرده‌تر باشد، کمتر تحت تأثیر رکود اقتصادی قرار می‌گیرد. در نتیجه، افراد تحصیل‌کرده نگرش بازتری نسبت به سیاست‌های مهاجرت دارند و کمتر از افراد با سطح تحصیلات پایین‌تر نگرش‌های نژادپرستانه از خود نشان می‌دهند. دلیل این امر می‌تواند این باشد که افراد دارای درآمد بالاتر نسبت به فقیرترها احساس امنیت شغلی بیشتری دارند.